# Power over Ethernet

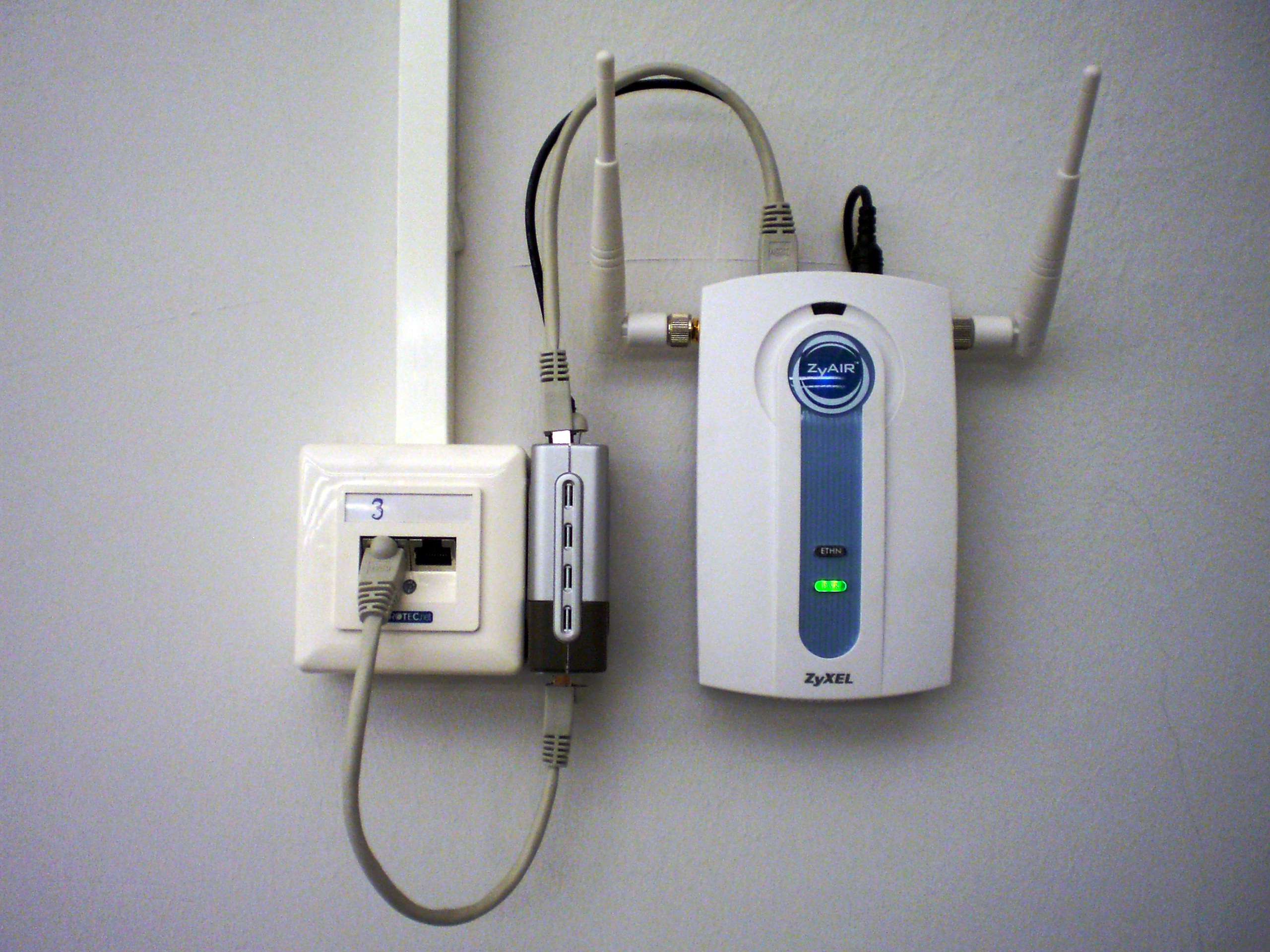
Jeden kabel ethernetowy, poprzez rozdzielacz PoE zapewnia zarówno transmisję danych (szary kabel) i zasilanie (przewód czarny) punktu dostępowego.

Power over Ethernet, PoE – technologia oparta na kilku standardach przesyłu energii elektrycznej za pomocą skrętki do urządzeń peryferyjnych będących elementami sieci Ethernet, takich jak: urządzenia komunikacji VoIP, adaptery sieci bezprzewodowej, punkty dostępu, kamery internetowe czy terminale POS.
Sposób działania tej technologii został opisany w kilku standardach poczynając od IEEE 802.3af z 2003 roku. Standardy te definiują tryby zasilania, które znane są pod nazwami Alternative A, Alternative B i 4PPoE.
Pierwszy z nich używany jest najczęściej dla przypadku sieci lokalnych Ethernet standardu 10BASE-T i 100BASE-TX opartych na okablowaniu kategorii 5 i tylko dwie pary, z czterech par skrętki, wykorzystywane są jednocześnie do transmisji danych i zasilania. Pozostałe dwie pary pozostają wolne. Zastosowana tu technika podobna jest do zasilania Phantom zwykle używanego do zasilania mikrofonów pojemnościowych. Moc jest przekazywana przez przewody danych z wykorzystaniem wspólnego napięcia dla każdej pary, a ponieważ Ethernet oparty na skrętce używa różnicowego przesyłania sygnałów w każdej parze, to metoda ta nie powoduje zakłócania transmisji danych. Ponadto napięcie można łatwo wydzielić poprzez wykorzystanie transformatora impulsowego używanego w urządzeniach standardu Ethernet.
Odwrotnie jest w przypadku Alternative B, gdzie do zasilania wykorzystywane są dwie pozostałe pary, czyli piny 4 i 5 oraz 7 i 8, co ułatwia rozwiązywanie pojawiających się problemów. Natomiast w trybie 4PPoE wszystkie cztery pary skrętki używane są do zasilania podłączonego urządzenia. W standardzie Gigabit Ethernet i szybszych wszystkie cztery pary skrętki wykorzystywane są do transmisji danych, więc oba tryby Alternative A i Alternative B przekazują energię przez pary skrętki, którymi przesyłane są również dane. Pozwala to zastosować wyższą moc do zasilania takich urządzeń jak kamery PTZ, wysokowydajne punkty dostępu sieci bezprzewodowych, czy nawet do ładowania baterii w laptopach.
Dodatkowo, poza wyżej wymienionymi technikami przekazywania energii, standard IEEE PoE zapewnia komunikację między urządzeniem zasilającym (ang. Power Sourcing Equipment – PSE) a urządzeniem zasilanym (Powered Device – PD). Ta komunikacja pozwala wykryć źródłu zasilania obecność zgodnego urządzenia i umożliwia urządzeniu zasilanemu i źródłu wynegocjowanie wymaganej lub dostępnej mocy.

## Wyprowadzenia pinów
| Piny w przełączniku | kolory wg T568A    | kolory wg T568B    | 10/100 BASE Alternative B | 10/100 BASE Alternative B | 10/100 BASE Alternative A | 10/100 BASE Alternative A | 1000 BASE Alternative B | 1000 BASE Alternative B | 1000 BASE Alternative A | 1000 BASE Alternative A |
| ------------------- | ------------------ | ------------------ | ------------------------- | ------------------------- | ------------------------- | ------------------------- | ----------------------- | ----------------------- | ----------------------- | ----------------------- |
| Pin 1               | biało-zielony      | biało-pomarańczowy | Rx +                      |                           | Rx +                      | DC +                      | TxRx A+                 |                         | TxRx A+                 | DC +                    |
| Pin 2               | zielony            | pomarańczowy       | Rx –                      |                           | Rx –                      | DC +                      | TxRx A–                 |                         | TxRx A–                 | DC +                    |
| Pin 3               | biało-pomarańczowy | biało-zielony      | Tx +                      |                           | Tx +                      | DC –                      | TxRx B+                 |                         | TxRx B+                 | DC –                    |
| Pin 4               | niebieski          | niebieski          |                           | DC +                      | nieużywane                | nieużywane                | TxRx C+                 | DC +                    | TxRx C+                 |                         |
| Pin 5               | biało-niebieski    | biało-niebieski    |                           | DC +                      | nieużywane                | nieużywane                | TxRx C–                 | DC +                    | TxRx C–                 |                         |
| Pin 6               | pomarańczowy       | zielony            | Tx –                      |                           | Tx –                      | DC –                      | TxRx B–                 |                         | TxRx B–                 | DC –                    |
| Pin 7               | biało-brązowy      | biało-brązowy      |                           | DC –                      | nieużywane                | nieużywane                | TxRx D+                 | DC –                    | TxRx D+                 |                         |
| Pin 8               | brązowy            | brązowy            |                           | DC –                      | nieużywane                | nieużywane                | TxRx D–                 | DC –                    | TxRx D–                 |                         |

## Rozwój standardów
Pierwotny standard IEEE 802.3af-2003 nosił nazwę PoE i zapewnia do 15,4 W mocy na każdy port urządzenia, jednak ze względu na straty na urządzeniu końcowym dostępna jest jedynie moc 12,95 W. Następnie pojawiła się aktualizacja tego standardu IEEE 802.3at-2009 znana pod nazwą PoE+ lub PoE plus i zapewnia do 25,5 W mocy dla urządzeń tzw. Type 2. Standard ten zabrania zasilania urządzeń jednocześnie z wszystkich czterech par. Oba standardy zostały następnie włączone do standardu bazowego w rewizji IEEE 802.3-2012.
W 2016 roku IEEE 802.3bu-2016 wprowadził możliwość zasilania dla tzw. jednoparowych standardów Ethernetowych jak 100BASE-T1 i 1000BASE-T1, które są przeznaczone do zastosowań motoryzacyjnych i przemysłowych. Standard nosi nazwę Power over Data Lines (PoDL).
W celu zwiększenia mocy dostarczanej do urządzeń końcowych w sierpniu 2018 r. opracowano i zatwierdzono standard IEEE 802.3bt nazywany 4PPoE, który wprowadza dwa dodatkowe typy energetyczne: Type 3 do 60 W mocy i Type 4 do 100 W mocy. Ponadto wprowadzono obsługę dla standardów 2.5GBASE-T, 5GBASE-T i 10GBASE-T.

## Porównanie parametrów PoE
| Własność                                                     | 802.3af (802.3at Type 1) „PoE”                     | 802.3at Type 2 „PoE+”                                                                  | 802.3bt Type 3 „4PPoE”                                                               | 802.3bt Type 4 „4PPoE”                            |
| ------------------------------------------------------------ | -------------------------------------------------- | -------------------------------------------------------------------------------------- | ------------------------------------------------------------------------------------ | ------------------------------------------------- |
| Moc dostępna na urządzeniu zasilanym (PD)                    | 12,95 W                                            | 25,50 W                                                                                | 51 W                                                                                 | 71 W                                              |
| Maksymalna moc dostarczana przez urządzenie zasilające (PSE) | 15,40 W                                            | 30,0 W                                                                                 | 60 W                                                                                 | 90 W                                              |
| Zakres napięcia na urządzeniu zasilającym (PSE)              | 44,0–57,0 V                                        | 50,0–57,0 V                                                                            | 50,0–57,0 V                                                                          | 52,0–57,0 V                                       |
| Zakres napięcia na urządzeniu zasilanym (PD)                 | 37,0–57,0 V                                        | 42,5–57,0 V                                                                            | 42,5–57,0 V                                                                          | 41,1–57,0 V                                       |
| Prąd maksymalny Imax                                         | 350 mA                                             | 600 mA                                                                                 | 600 mA na parę                                                                       | 960 mA na parę                                    |
| Maksymalna rezystancja kabla                                 | 20 Ω (kategoria 3)                                 | 12.5 Ω (kategoria 5)                                                                   | 12.5 Ω                                                                               | 12.5 Ω                                            |
| Zarządzanie mocą                                             | Trzy poziomy klas mocy negocjowane przez sygnaturę | Cztery poziomy klas mocy negocjowane przez sygnaturę lub w krokach po 0,1 W przez LLDP | Trzy poziomy klas mocy negocjowane przez sygnaturę lub w krokach po 0,1 W przez LLDP | moc w krokach po 0,1 W negocjowana przez LLDP     |
| Obniżenie maksymalnej temperatury roboczej wokół kabla       | brak                                               | 5 °C (9 °F) z jednym aktywnym trybem (dwie pary)                                       | 10 °C (20 °F) z ponad połową par przy Imax                                           | 10 °C (20 °F) z wymaganym planowaniem temperatury |
| Obsługiwane okablowanie                                      | kategorii 3 i kategorii 5                          | kategorii 5                                                                            | kategorii 5                                                                          | kategorii 5                                       |
| Obsługiwane tryby                                            | A, B                                               | A, B                                                                                   | A, B, 4-parowy                                                                       | 4-parowy                                          |